# Чатвин, Брюс
Брюс Чарлз Чатвин (англ. Bruce Charles Chatwin; 13 мая 1940, Шеффилд, Великобритания — 18 января 1989, Ницца, Франция) — английский писатель.

## Жизнь и творчество
С 1958 по 1966 годы Брюс Чатвин был экспертом по импрессионизму в аукционном доме Сотбис, ушёл от дел из-за ослабления зрения. Затем два года с успехом учился археологии в Эдинбургском университете, но отверг академическую карьеру. С 1972 года работал в отделе искусства и архитектуры газеты «Санди Таймс». Много путешествовал по Европе, Латинской Америке, Западной Африке, Ближнему Востоку, Индии, Австралии, России в сопровождении С. Рушди, Р. Мэплторпа и других своих друзей, что дало ему материал для путевых заметок и художественной прозы, отличавшихся крайней экономностью и, вместе с тем, образцовой экспрессивностью «номадического письма», как называл его сам автор. Перешёл в православие. Был бисексуалом. В 1986 году Чатвина был обнаружен СПИД, от которого он и умер 18 января 1989 года в возрасте 48 лет в Ницце. Его прах был развеян над Пелопоннесом возле дома его друга Патрика Фермора.

## Признание
Чатвину была присуждена Готорнденская премия (1978), премия Э. М. Форстера (1979). О писателе снят документальный фильм Пола Юла «По следам Брюса Чатвина» (1999).

## Произведения
- In Patagonia (1977, путевые заметки)
- The Viceroy of Ouidah (1980, роман о работорговле в Западной Африке, экранизирован Вернером Херцогом под названием «Зелёная Кобра»)
- On The Black Hill (1982, роман, экранизирован 1987)
- The Songlines (1987, этнографические очерки)
- Utz (1988, роман, экранизирован 1992, реж. Георг Слёйзер)
- What am I Doing Here? (1989, заметки и эссе)
- Photographs and Notebooks (1993, записные книжки и фотографии)
- The Attractions of France (1993, рассказ)
- Anatomy of Restlessness (1997, заметки и эссе)
- Winding Path (1998, путевые очерки и фотографии, в соавторстве с Роберто Калассо)

## Публикации на русском языке
- Утц / пер. с англ. Д. Ю. Веденяпина // Иностранная литература. — 2005. — № 4. — С. 102−162.
- В Патагонии / пер. с англ. Кс. Голубович. — М.: Логос, 2006.
- Тропы песен / пер. с англ. Т. Азаркович. — М.: Логос, 2006; а также М.: Европейские издания, 2006.
- «Утц» и другие истории из мира искусств. — М.: Ad Marginem, 2012.